# (175529) 2006 ST116
(175529) 2006 ST116 es un asteroide perteneciente al cinturón exterior de asteroides, región del sistema solar que se encuentra entre las órbitas de Marte y Júpiter, descubierto el 24 de septiembre de 2006 por el equipo del Spacewatch desde el Observatorio Nacional de Kitt Peak, Arizona, Estados Unidos.

## Designación y nombre
Designado provisionalmente como 2006 ST116. 

## Características orbitales
2006 ST116 está situado a una distancia media del Sol de 3,210 ua, pudiendo alejarse hasta 3,775 ua y acercarse hasta 2,644 ua. Su excentricidad es 0,176 y la inclinación orbital 8,451 grados. Emplea 2100,25 días en completar una órbita alrededor del Sol.
Los próximos acercamientos a la órbita de Júpiter ocurrirán el 13 de marzo de 2035, el 3 de junio de 2046 y el 17 de octubre de 2057.

## Características físicas
La magnitud absoluta de 2006 ST116 es 16,03. 